# Bielli (cognome)
Bielli è un cognome di lingua italiana.

## Varianti
Il cognome non presenta varianti.

## Origine e diffusione
Cognome tipicamente piemontese, è presente anche in Liguria.
Potrebbe derivare dal prenome Agapito ed essere quindi affine al cognome Gabelli; potrebbe altresì essere legato al toponimo Biella.

## Persone
- Francesca Bielli – doppiatrice e attrice italiana
- Valter Bielli – politico italiano